# アポロ5
アポロ5は、日本の総合エンターテインメント制作会社。代表取締役社長は春田琢生。映画・舞台作品の企画制作を中心的な業務としている。
2010年、タレント部門を春田屋として分離し企画制作会社になった。

## 映像作品
- SONGS　出演：都塚彩・海澤陽二・美宙・岩井良明
- てんびんとおとめ（未公開）　出演：村井美樹・浪川大輔・浅倉一男・東てる美
- 劇場版カブキングZ　出演：氏神一番（カブキロックス）・森下悠里・鈴木みのる・エレキコミック
- Everlasting Scape（2009年）
- 東邦学園「星と銀河の宇宙と君と」（2009年）

## 取引会社
- 株式会社モノリス
- 学校法人東放学園映画専門学校
- 株式会社シナリオセンター
- 株式会社ビオン
- 株式会社ビーアイエフ
- 株式会社エイムプロモーション
- 劇団青い鳥